# Bq Aquaris E4.5
El bq Aquaris E4.5 es un teléfono inteligente producido por la empresa española bq. El modelo, considerado como de gama media, fue presentado en marzo de 2014. Es el Segundo modelo de la gama de los bq Aquaris E, y el 6 de febrero de 2015 fue presentado en Londres su versión con Ubuntu Touch, que no tiene los botones táctiles del marco de la pantalla. La gama de Aquaris E, son los móviles de bq 100% diseñados en España, pero están construidos en China.

## Aquaris E4.5 Ubuntu Edition
En febrero de 2015, bq dio a conocer este modelo que cuenta con una edición Ubuntu Touch, loa que lo convirtió en el primer teléfono inteligente del mundo comercializado con ese sistema operativo. El precio de lanzamiento de este Aquaris E4.5 es de 169,90 euros. El teléfono solo está disponible en la Unión Europea.
El dispositivo permite acceder a los Scopes, pantallas individuales de inicio rápido para música, vídeos, redes sociales entre otros servicios sin que tengas que navegar de applicación en aplicación.
Esta versión del Aquaris E4.5 tiene una pantalla de 4,5 pulgadas con una resolución de 960x540 pixeles (340ppp), un procesador de 1.3GHz de cuatro núcleos MediaTek, una GPU Mali 400, 1GB de RAM, 8GB de almacenamiento con ranura para microSD de 32GB, una batería de 2,150mAh, una cámara de 8 megapixeles, una cámara frontal de 5 megapixeles y tiene dos ranuras para tarjeta SIM.